# Dublin-claim
De Dublin-claim is een begrip uit het Europese asielrecht voor de behandeling van asielaanvragen op grond van het Vluchtelingenverdrag. Op grond van de Dublin-conventie uit 1990 en de daarop volgende Dublinverordening die sinds 2003 van kracht is, beide regelingen voor de beoordeling welke staat in Europa verantwoordelijk is voor de behandeling van een asielverzoek, wordt er in het asielrecht van de EU-staten naar gestreefd dat een asielzoeker zijn asielaanvraag in één EU-land behandeld krijgt.
Indien op grond van de daartoe opgestelde regels een andere staat verantwoordelijk zou zijn voor een asielverzoek dan Nederland, dan kan Nederland een verzoek indienen bij dat andere land om overdracht, zonder dat Nederland het betreffende asielverzoek in behandeling hoeft te nemen. Deze zogeheten Dublin-claim moet dan wel door dat andere land worden geaccordeerd, waarna overdracht van betreffende asielzoeker kan plaatsvinden.
Een overdracht naar een ander land kan op bezwaren stuiten, indien dan het gevaar zou ontstaan van indirect refoulement, dat wil zeggen dat dat land de asielzoeker zou kunnen retourneren naar het land dat hij was ontvlucht: een "onward expulsion" die in strijd zou kunnen komen met het refoulementverbod in het asielrecht. In dergelijke gevallen kunnen asielzoekers zich wenden tot het Europees Hof voor de Rechten van de Mens (EHRM) met een beroep op artikel 3  EVRM. Dit artikel bepaalt dat iemand niet mag worden uitgezet naar een land waar hij gevaar of een onmenselijke behandeling te vrezen heeft.